# Aeroportul Catumbela
Aeroportul Catumbela (IATA: CBT, ICAO: FNCT) este un aeroport din Provincia Benguela, Angola ce deservește zona Catumbela⁠(d). A fost deschis în 27 august 2012 și numit după zona deservită.
Situat la o altitudine de 7 m, aeroportul dispune de o singură pistă.